# Pont-de-Nieppe
Pont-de-Nieppe of Nieppe-Pont is een wijk in de Franse gemeente Niepkerke, in het Noorderdepartement. De wijk ligt in het oosten van de stad op de linkeroever van de Leie, langs de weg van Niepkerke naar Armentiers.

## Geschiedenis

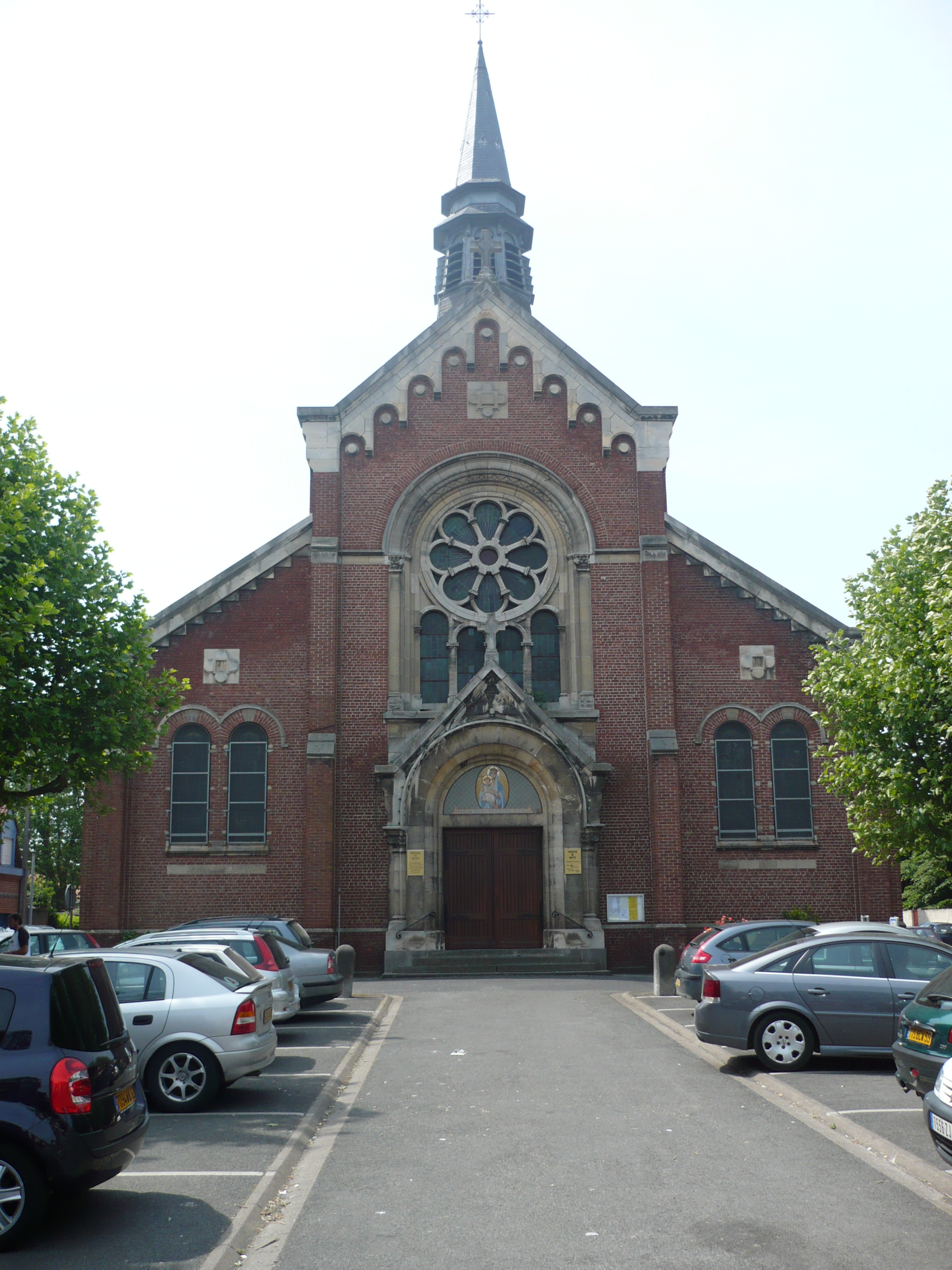
Eglise Notre-Dame du Bon Secours

Tot halverwege de 18de eeuw moesten men op de oude weg van Niepkerke naar Armentiers de Leie oversteken via een veerpont. De 18de-eeuwse Cassinikaart duidt hier nog de "Bac" op de Leie aan. De nieuwe weg naar Armentiers kwam er in 1759 en de brug over de Leie werd in 1765 voltooid. In de periode 1875-1890 kreeg Pont-de-Nieppe zijn eerste eigen kerk.
In de Eerste Wereldoorlog bleef de plaats lang in geallieerde handen. In april 1918 konden de Duitsers bij hun Lenteoffensief toch Pont-de-Nieppe veroveren. In het najaar van 1918 werd de plaats weer bevrijd. De verwoeste kerk werd in de jaren 20 wederopgebouwd in 1929 ingewijd.

## Bezienswaardigheden

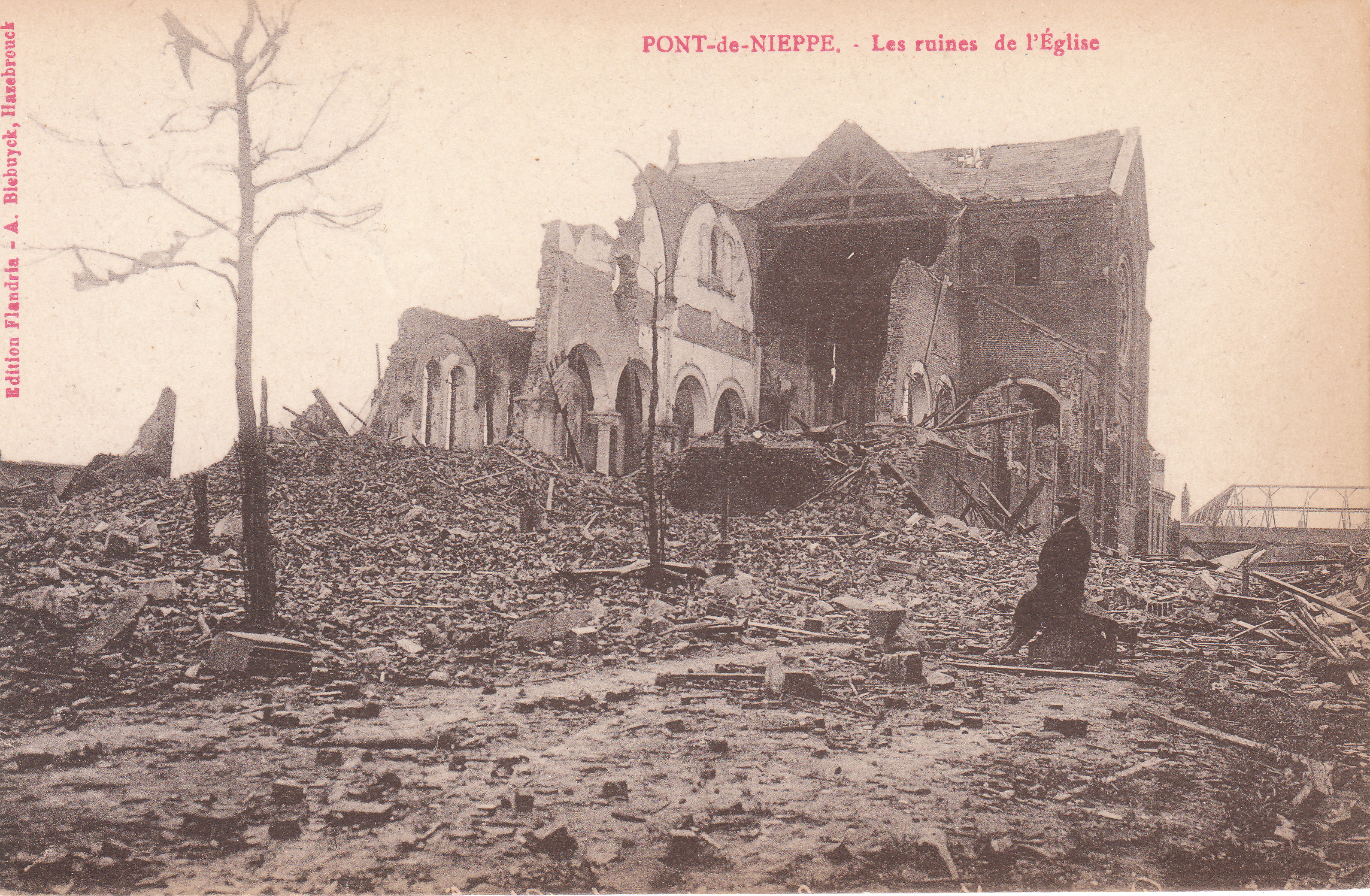
De tijdens de Eerste Wereldoorlog verwoeste kerk

- De Onze-Lieve-Vrouw van Bijstandkerk (Église Notre-Dame du Bon Secours)
- Het Deutscher Soldatenfriedhof Pont-de-Nieppe, een Duitse militaire begraafplaats met 790 gesneuvelden
- De gemeentelijke begraafplaats, waarop zich ook een begraafplaats met Britse gesneuvelden bevindt (Pont-de-Nieppe Communal Cemetery)

## Nabijgelegen kernen
Pont-de-Nieppe ligt aan de Leie tussen Niepkerke (Nieppe) en Armentiers. 